# Saison 1 d'Une grenade avec ça ?
Chronologie
Saison 2
Cet article présente le guide des épisodes de la première saison de la série télévisée québécoise Une grenade avec ça? dans l'ordre de la première diffusion. C'est l'histoire des employés chez Capitain Creighton, un restaurant à Montréal.

## Liste des épisodes

### Épisode 1:Le Canard boiteux
- Québec : 29 septembre 2002 sur VRAK

### Épisode 2:Pour quelques poignées de burdogs
- Québec : sur VRAK

### Épisode 3:Sonia Rutabaga
- Québec : sur VRAK

### Épisode 4:JRC contre GRC
- Québec : sur VRAK

### Épisode 5:La Passion selon Norbert
- Québec : sur VRAK

### Épisode 6:La Guerre froide
- Québec : sur VRAK

### Épisode 7:La Bouffe extrême
- Québec : sur VRAK

### Épisode 8:Le Rêve de marmot
- Québec : sur VRAK

### Épisode 9:Végé-Creighton
- Québec : sur VRAK

### Épisode 10:L'Employé du mois
- Québec : sur VRAK

### Épisode 11:La Cinquième substance
- Québec : sur VRAK

### Épisode 12:Le Piqûre de vélo
- Québec : sur VRAK

### Épisode 13:Le Gala de la restauration
- Québec : sur VRAK

### Épisode 14:Pour une chanson
- Québec : sur VRAK

### Épisode 15:Zizanies
- Québec : sur VRAK

### Épisode 16:Feu Jean-Régis
- Québec : sur VRAK

### Épisode 17:Le Mauvais rave
- Québec : sur VRAK

### Épisode 18:Mon père ce sans-abris
- Québec : sur VRAK

### Épisode 19:La Première semaine de la deuxième chance
- Québec : sur VRAK

### Épisode 20:La Poupée infernale
- Québec : sur VRAK

### Épisode 21:Ma meilleure ennemie
- Québec : sur VRAK

### Épisode 22:Trop vieille pour toi
- Québec : sur VRAK

### Épisode 23:La Malédiction des Pître
- Québec : sur VRAK

### Épisode 24:La Guerre des restos
- Québec : sur VRAK